# Houègamey
Houègamey ist ein Ort und ein Arrondissement im Departement Couffo im westafrikanischen Staat Benin. Es ist eine Verwaltungseinheit, die der Gerichtsbarkeit der Kommune Djakotomey untersteht.

## Demografie und Verwaltung
Gemäß der Volkszählung 2013 des beninischen Statistikamtes INSAE hatte das Arrondissement 15.514 Einwohner, davon waren 7172 männlich und 8342 weiblich.
Von den 85 Dörfern und Quartieren der Kommune Djakotomey entfallen zwölf auf Houègamey:
1. Danmakahoué
2. Djonouhoué
3. Edjihoué
4. Gamè-Fodé
5. Gamè-Houègbo
6. Houégamey
7. Houngba
8. Kanvihoué
9. Kpeladjamey
10. Nouboudji
11. Tédéhoué
12. Wanou